# Tom Newman (snooker)
Pour les articles homonymes, voir Tom Newman et Newman.
Tom Newman, de son vrai nom Tom Pratt, est un joueur professionnel anglais de snooker et de billard né en 1894 et mort en 1943.
Sextuple champion du monde de billard, sa carrière de joueur de snooker est marquée par une seule finale, lors du championnat du monde de snooker 1934.

## Carrière
Tom Newman a été l'un des meilleurs joueurs de billard des années 1920, participant à toutes les finales des championnats du monde de billard professionnel, entre 1921 et 1930, et gagnant le titre six fois (1921, 1922, 1924, 1925, 1926, 1927).
Tom Newman a réussi son premier centuries (break de 100 points au moins) alors qu'il n'avait que onze ans. Lors de la saison 1930-1931 de billard, il réussit plus de trente breaks de 1000.
Comme beaucoup de joueurs de l'époque, Tom Newman considérait le snooker comme le moins sérieux des deux sports qu'il pratiquait. Cependant, il fit homologuer son break record de 89 en 1919. En 1934, il atteint la finale du championnat du monde de snooker et rencontre Joe Davis (ce qui était prévisible, ils étaient les deux seuls participants inscrits à cette édition). Joe Davis le bat 25-23, tout comme il le battra quelques mois plus tard en finale du championnat de billard du Royaume-Uni.
Il meurt à son domicile londonien le 30 septembre de l'année 1943, laissant derrière lui une femme et une fille.

## Palmarès dans le billard
- Championnat du monde professionnel : 1921, 1922, 1924, 1925, 1926 et 1927
- Coupe dorée Daily Mail : 1935

## Palmarès dans le snooker
| Légende | Catégorie                      | Titres                         | Finales                        |
|         | Tournois classés               | 0                              | 0                              |
|         | Tournois non classés           | 1                              | 1                              |
| Gras    | Tournois de la triple couronne | Tournois de la triple couronne | Tournois de la triple couronne |

### Titres
| Année | Nom du tournoi      | Lieu    | Finaliste    | Score | Tableau |
| 1935  | Daily Mail Gold Cup | Londres | Willie Smith | 4-0   |         |

### Finales perdues
| Année | Nom du tournoi       | Lieu       | Finaliste | Score | Tableau |
| 1934  | Championnat du monde | Nottingham | Joe Davis | 23-25 | Tableau |